# Economía de Ruanda
La economía de Ruanda ha logrado que en la última década las cotas de crecimiento sean de las más altas del continente. Gran parte de la población trabaja en la agricultura, principalmente de subsistencia, pero hay una creciente producción mineral y procesamiento de productos agrícolas. El turismo es actualmente la principal fuente de renta del país, y desde 2008 la minería ha sobrepasado al café y té como principal fuente de productos para exportación.
El genocidio del 1994 destruyó la frágil base de la economía, aumentó la pobreza en especial de las mujeres, y temporalmente creó dificultades para atraer capitales externos. Sin embargo, el país hizo grandes progresos en el sentido de estabilizar y rehabilitar la economía a niveles anteriores al 1994.

## Evolución histórica de la economía
A partir de 2006 el país entró en un período de fuerte crecimiento económico, consiguiendo registrar los siguientes años un crecimiento medio del 8% anual, convirtiéndose en una de las economías de más rápido desarrollo de África y del mundo. Este crecimiento económico sostenido ha estado acompañado de una reducción de los niveles de pobreza desde el 70% en 1994 al 39% en 2014.
Las infraestructuras se han desarrollado rápidamente, con un aumento del número de conexiones a la red eléctrica desde 91.000 en 2006 a 215.000 en 2011.
La tasa de desempleo armonizada según los criterios de la Organización Mundial del Trabajo, está situada en 13,2%, un valor relativamente bueno en una economía de rentas bajas.
| Indicadores económicos | 2005 | 2010 | 2015 | 2021 |
| PIB nominal (m.mill $) | 2.1  | 5.6  | 7,89 | 10.6 |

| Estructura del PIB | %    |
| Agrario            | 32,1 |
| Industrial         | 15,0 |
| Servicios          | 52,8 |

## Comercio exterior
En 2018, el país fue el 138o exportador más grande del mundo (US $ 2000 millones en bienes, menos del 0.1% del total mundial). En términos de las importaciones, en 2019, fue el 166o mayor importador del mundo: US $ 1.1 mil millones.

## Sector primario

### Agricultura
Ruanda produjo, en 2019:

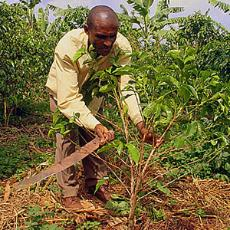
Cultivo de café en Ruanda.

- 2,6 millones de toneladas de plátano;
- 1,2 millones de toneladas de batata;
- 1,1 millones de toneladas de mandioca;
- 973 mil toneladas de patata;
- 484 mil toneladas de frijoles;
- 421 mil toneladas de maíz;
- 256 mil toneladas de calabaza;
- 171 mil toneladas de taro;
- 159 mil toneladas de sorgo;
- 131 mil toneladas de arroz;
- 114 mil toneladas de caña de azúcar;
- 105 mil toneladas de tomate;
- 36 mil toneladas de piña;
- 31 mil toneladas de té;
- 29 mil toneladas de café;
- 5,4 mil toneladas de tabaco;

Además de otras producciones de otros productos agrícolas. Productos como bananas, piñas, té, café y tabaco son productos de alto valor orientados a la exportación.

### Ganadería
En 2019, Ruanda produjo 174 millones de litros de leche de vaca, 72 millones de litros de  leche de cabra, 8 millones de litros de leche de oveja, en 2019, 33 mil toneladas de carne de vacuno, 20 mil toneladas de carne de chivo, 19 mil toneladas de carne de pollo, 9 mil toneladas de cerdo, entre otros.

## Sector secundario

### Industria
En 2021 el sector industrial había alcanzado el 20,34% del PIB.
El Banco Mundial enumera los principales países productores cada año, según el valor total de la producción. Según la lista de 2019, Ruanda tenía la 144a industria más valiosa del mundo ($ 0,86 mil millones).
El sector manufacturero de Ruanda está dominado por la producción de sustitutos de importaciones para el consumo interno. Las empresas más grandes producen cerveza, refrescos, cigarrillos, azadones, carretillas, jabón, colchones, tuberías de plástico, materiales para techos y agua embotellada. Otros productos fabricados incluyen productos agrícolas, bebidas artesanales,  muebles, zapatos, cemento, artículos de plástico y textiles. Other products manufactured include agricultural products, small-scale beverages, soap, furniture, shoes, cement, plastic goods, textiles and cigarettes.

### Minería
En 2019, el país fue el séptimo productor mundial de tungsteno, y el 12.º productor mundial de estaño.

## Sector energético

Fuentes energéticas durante el siglo XX y XXI

Ruanda ha hecho grandes avances en la mejora de la electrificación en el siglo XXI.
El agotamiento de los bosques eventualmente presionará a los ruandeses a recurrir a otras fuentes de combustible distintas al carbón vegetal para cocinar y calentarse. Dada la abundancia de arroyos y lagos de montaña, el potencial para la energía hidroeléctrica es sustancial. Ruanda está explotando estos recursos naturales a través de proyectos hidroeléctricos conjuntos con Burundi y la República Democrática del Congo.

## Turismo y servicios

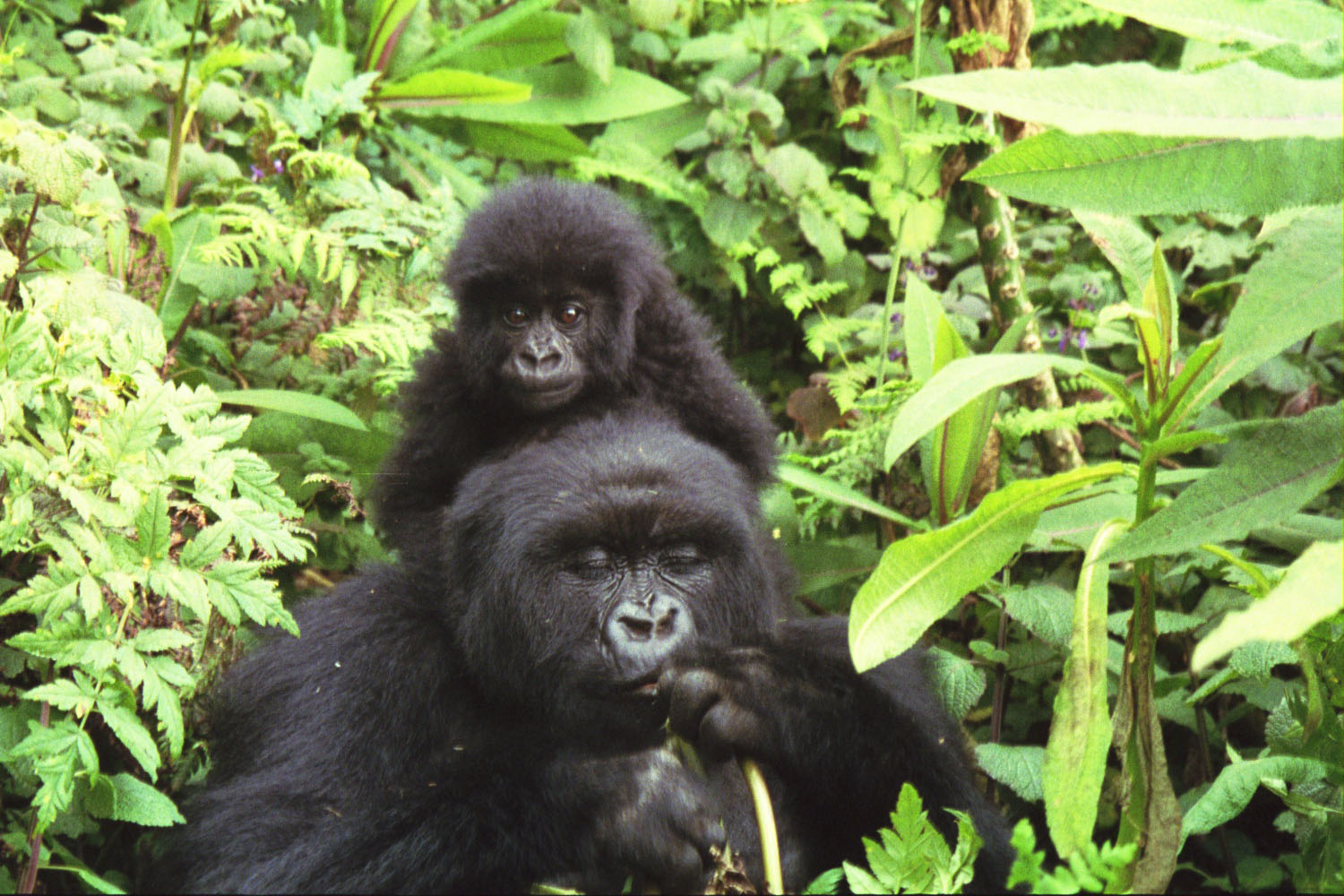
Gorilas de montaña en el Parque Nacional de los Volcanes.

El turismo es uno de los recursos económicos de más rápido crecimiento y se convirtió en la principal fuente de divisas del país en 2011. A pesar del legado del genocidio, el país es cada vez más percibido internacionalmente como un destino seguro. La Dirección de Inmigración y Emigración registró 405.801 personas que visitaron el país entre enero y junio de 2011; El 16% de estos llegaron desde fuera de África. Los ingresos por turismo fueron de US$115.600.000 entre enero y junio de 2011; los turistas contribuyeron con el 43% de estos ingresos, a pesar de ser solo el 9% de las cifras.
Ruanda es uno de los dos únicos países en los que se puede visitar a los gorilas de montaña de forma segura. El rastreo de gorilas, en el Parque Nacional de los Volcanes, atrae a miles de visitantes por año, quienes están dispuestos a pagar altos precios por los permisos.Otras atracciones incluyen: el bosque Nyungwe, hogar de chimpancés, colobos Ruwenzori y otros primates, los centros turísticos del lago Kivu y Akagera, una pequeña reserva de sabana en el este del país.
El turismo de Ruanda se centra en las atracciones del Parque Nacional de los Volcanes (PNV) con sus seis volcanes y la población protegida de gorilas de montaña que Dian Fossey hizo famosa. Además, el turismo se siente atraído por el Parque Nacional de Akagera, el humedal protegido más grande de África central, con sus poblaciones de hipopótamos, búfalos del Cabo, cebras, elefantes, antílopes y otros animales de caza mayor. El turismo relacionado con la observación de aves también tiene potencial para desarrollarse, especialmente en el Parque Nacional Nyungwe, una de las mayores reservas forestales sin talar de África. El Parque Nacional Nyungwe alberga más de 300 especies de aves.
Varios sitios conmemorativos asociados con el genocidio de Ruanda han comenzado a generar un turismo alternativo. Por ejemplo, el sitio conmemorativo del genocidio de Gisozi en el distrito de Gasabo de Kigali, el lugar de entierro de aproximadamente 300.000 víctimas del genocidio, tiene un área de exhibición y biblioteca relacionada con el genocidio y tiene planes para desarrollar un centro de enseñanza sobre la historia del genocidio. Otro importante centro conmemorativo relacionado con el genocidio que atrae a turistas es el sitio conmemorativo del genocidio de Murambi, ubicado en la antigua Escuela Técnica de Murambi, donde 45.000 personas fueron asesinadas y se exhiben 850 esqueletos y restos momificados de las víctimas.
Otros dos sitios conmemorativos importantes asociados con el genocidio se encuentran en el distrito de Kicukiro: el sitio conmemorativo del genocidio de Rebero, donde están enterradas 14.400 víctimas, y el sitio conmemorativo del genocidio de Nyanza-Kicukiro, donde murieron 5.000 víctimas después de que los soldados belgas que servían en las fuerzas de mantenimiento de la paz de las Naciones Unidas los abandonaran. En la provincia de Kibungo, el sitio de la Masacre de Nyarubuye alberga el Sitio Conmemorativo del Genocidio de Nyarubuye, donde unas 20.000 víctimas fueron asesinadas después de buscar refugio en la Iglesia católica.